# Гексасульфид рубидия
Гексасульфид рубидия — бинарное неорганическое химическое соединение рубидия с серой 
с химической формулой Rb2S6,
красно-коричневые кристаллы.

## Получение
- Прямой синтез из чистых веществ, растворённых в жидком аммиаке:

{\displaystyle {\mathsf {2Rb+6S\ {\xrightarrow {-77^{o}C,NH_{3}}}\ Rb_{2}S_{6}}}}

## Физические свойства
Гексасульфид рубидия образует красно-коричневые кристаллы.